# Johanne Lamoureux
Pour les articles homonymes, voir Lamoureux.
 (août 2023).
L'article doit être relu — et modifié si nécessaire — par des contributeurs indépendants pour apporter un regard critique aux contributions effectuées en violation des conditions d'utilisation de Wikipédia, tant sur la forme (notamment concernant le style encyclopédique, la proportionnalité) que sur le fond (la neutralité de point de vue, la qualité et l'indépendance des sources).
 (août 2023).
 (août 2023).
La mise en forme du texte ne suit pas les recommandations de Wikipédia : il faut le « wikifier ».
Les points d'amélioration suivants sont les cas les plus fréquents. Le détail des points à revoir est peut-être précisé sur la page de discussion.
- Les titres sont pré-formatés par le logiciel. Ils ne sont ni en capitales, ni en gras.
- Le texte ne doit pas être écrit en capitales (les noms de famille non plus), ni en gras, ni en italique, ni en « petit »…
- Le gras n'est utilisé que pour surligner le titre de l'article dans l'introduction, une seule fois.
- L'italique est rarement utilisé : mots en langue étrangère, titres d'œuvres, noms de bateaux, etc.
- Les citations ne sont pas en italique mais en corps de texte normal. Elles sont entourées par des guillemets français : « et ».
- Les listes à puces sont à éviter, des paragraphes rédigés étant largement préférés. Les tableaux sont à réserver à la présentation de données structurées (résultats, etc.).
- Les appels de note de bas de page (petits chiffres en exposant, introduits par l'outil «  Source ») sont à placer entre la fin de phrase et le point final[comme ça].
- Les liens internes (vers d'autres articles de Wikipédia) sont à choisir avec parcimonie. Créez des liens vers des articles approfondissant le sujet. Les termes génériques sans rapport avec le sujet sont à éviter, ainsi que les répétitions de liens vers un même terme.
- Les liens externes sont à placer uniquement dans une section « Liens externes », à la fin de l'article. Ces liens sont à choisir avec parcimonie suivant les règles définies. Si un lien sert de source à l'article, son insertion dans le texte est à faire par les notes de bas de page.
- La présentation des références doit suivre les conventions bibliographiques. Il est recommandé d'utiliser les modèles {{Ouvrage}}, {{Chapitre}}, {{Article}}, {{Lien web}} et/ou {{Bibliographie}}. Le mode d'édition visuel peut mettre en forme automatiquement les références.
- Insérer une infobox (cadre d'informations à droite) n'est pas obligatoire pour parachever la mise en page.

Pour une aide détaillée, merci de consulter Aide:Wikification.
Si vous pensez que ces points ont été résolus, vous pouvez retirer ce bandeau et améliorer la mise en forme d'un autre article.
Johanne Lamoureux, née à Montréal le 22 juillet 1958, est historienne de l’art, spécialiste des questions d’art moderne et contemporain, d’historiographie et de muséologie. Elle est titulaire de la Chaire de recherche du Canada en muséologie citoyenne depuis 2019, et dirige également le Partenariat Des nouveaux usages des collections dans les musées d’art (CRSH 2021-2028),.

## Éléments biographiques
Johanne Lamoureux poursuit des études de premier et de deuxième cycles en histoire de l’art à l’Université de Montréal. Dès 1980, elle enseigne cette discipline, dans une perspective interdisciplinaire puis intermédiale, d’abord à l’Université Concordia pendant près d’une décennie, puis à l’Université d’Ottawa (1987-1988). En 1990, elle soutient sa thèse de doctorat, rédigée sous la direction de Louis Marin, au Centre d’Histoire et de Théorie des Arts (CEHTA) de l’École des hautes études en sciences sociales (EHESS, Paris). Elle devient, la même année, professeure d’art contemporain au département d’histoire de l’art de l’Université de Montréal, qu’elle dirigera de 2003 à 2007. Ayant participé en 1997 à la création du Centre de recherche sur l’intermédialité (CRI), elle dirige de 2007 à 2010 Intermédialités : histoire, théorie et pratique des arts, la revue scientifique du Centre. Puis, elle assume entre 2014 et 2017 la direction du Département des études et de la recherche de l’Institut national d’histoire de l’art (INHA), à Paris,.
Elle obtient en 2019 la chaire de recherche du Canada en muséologie citoyenne,.
 

## Parcours intellectuel et activités de recherche

### Recherches doctorales et critique d’art
Les recherches doctorales de Johanne Lamoureux portent sur la figure de la ruine dans la pratique pluridisciplinaire de l’artiste français Hubert Robert (1733-1808). Sa thèse examine plus particulièrement la prise en compte du lieu et le processus qu’elle désignera sous le vocable « insituation », envisagés comme dénominateurs communs des différents projets d’Hubert Robert, qui fut tour à tour peintre de ruines et d’actualités, concepteur de jardins, décorateur et conservateur au Museum du Louvre.[source insuffisante]
Parallèlement à la poursuite de ses études universitaires, elle s’engage sur le terrain de l’art contemporain par une pratique assidue de critique d’art, notamment à la revue Parachute, où elle participe au comité de rédaction de 1981 à 1988. Ses comptes rendus traitent principalement des œuvres d’installation, des transformations des pratiques in situ et site specific, puis de la rhétorique des grandes expositions d’art contemporain en Europe. En 1983, elle fait ses premières armes comme conservatrice invitée, en particulier avec l’exposition F(r)ictions : en effet(s) à la galerie montréalaise Jolliet,.

### Commissariat d’expositions et rédaction de catalogues
À partir des années 1990, cette pratique curatoriale se développe en milieu universitaire et muséal. C’est dans un contexte tendu qu’à l’automne 1995, un premier grand projet, Seeing in Tongues: A Narrative of Language and Visual Arts in Québec/Le bout de la langue : la langue et les arts visuels au Québec, est inauguré à la galerie Belkin de l’University of British Columbia, onze jours seulement après le deuxième référendum sur l’indépendance du Québec. L’exposition réunit des œuvres de Gilbert Boyer, Geneviève Cadieux, Martha Fleming & Lyne Lapointe, Raymond Gervais, André Martin, Rober Racine, Louise Robert, Barbara Steinman et Louise Viger. Elle est accueillie l’année suivante à la Galerie de l'UQAM. En mettant en lumière, dans les arts visuels, les traces de l’obsession linguistique qu’elle a observée au sein des milieux culturels québécois, Johanne Lamoureux soulève des questions d’identity politics qui prolongent, en les déplaçant, ses recherches antérieures sur la prise en compte du lieu et les approches contextualisées des pratiques artistiques.[source insuffisante]
Entre 1998 et 2003, le Musée national des beaux-arts du Québec l’invite à commissarier les expositions Irene F. Whittome : bio-fictions (2000) et Doublures (2003). Elle conçoit ensuite, avec la collaboration de Charlie Hill et d’Ian Thom, la rétrospective de l’artiste canadienne Emily Carr (1871-1945). À cette occasion, elle propose et explore un concept d’exposition déployant le parcours de l’artiste en trois moments scénographiques hétérogènes qui portent et déconstruisent le scénario traditionnel de la découverte de l’artiste et de sa consécration,,[source insuffisante].

### Principaux axes de recherche
Interpellée par la polémique entourant Vanitas : robe de chair pour albinos anorexique de Jana Sterbak, Johanne Lamoureux entreprend, à la faveur d’un fellowship du Musée des beaux-arts du Canada (1998), un vaste chantier de recherche intermédiale sur la rhétorique de cette controverse, qui s’ouvre sur la métaphore de la crudité du langage et, plus largement, sur l’imaginaire de la viande dans la modernité plastique et culturelle. De ces travaux critiques naissent un éventail d’écrits et de communications analysant aussi bien le traitement rhétorique de la viande chez Zola, Hergé ou le cinéaste Franju que les usages de la matière-viande dans les actions-performances de Carolee Schneemann ou Allan Sekula[source insuffisante].
À compter de 2013, la chercheuse fait graduellement passer sa focale de l’objet et de l’exposition à la collection. Avec Mélanie Boucher et Marie Fraser, elle fonde le Groupe de réflexion sur les Collections muséales et l’impératif événementiel/Convulsive Collections (CIÉ/CO) dans le but d’étudier la nouvelle temporalité que l’impératif événementiel induit au sein des collections muséales. Ce projet initial s’élargit en 2021 dans le cadre d’un Partenariat qui explore dorénavant les Nouveaux usages des collections dans les musées d’art et au terme duquel une profonde réflexion rétrospective et prospective sur les pratiques évolutives de constitution, de conservation, d’exposition et de médiation des collections muséales aura été menée (CRSH 2021-2028).